# Alfredo B. Crevenna
Alfredo Bolongaro Crevenna (Frankfurt, Alemania, 22 de abril de 1914 - Ciudad de México, 29 de agosto de 1996), conocido como Alfredo B. Crevenna, fue un prolífico escritor y director de películas mexicanas comerciales que pasaban del melodrama a la comedia, la aventura, la ciencia ficción y el horror.

## Biografía
Hijo de una familia aristócrata, desde joven se manifiesta en contra de sus lineamientos establecidos. Debido a un problema familiar, renuncia a sus derechos nobiliarios, así como al apellido Bolongaro-Crevenna, para llamarse simplemente Alfredo B. Crevenna.[cita requerida]
Cuando se filmaba La princesa Turandot (1936), en la que él era el asistente de director, ocurre un accidente que le impide al director concluirla, por lo que los directivos de la UFA, la productora y empresa muy fuerte en la Alemania de esa época, buscan a otro de renombre para que continúe el rodaje. Sin embargo, ninguno acepta, por lo que el director original señala que Crevenna es el indicado para concluirla.[cita requerida]
La influencia del expresionismo alemán que reflejan sus primeras cintas permitió que adquiriera numerosos encargos para rodajes, ya que con frecuencia exploraba composiciones y atmósferas inusuales en el cine de entonces.[cita requerida]
A los 12 años recibe de sus padres una cámara de aficionado con la que realiza los noticiarios del colegio. Continúa con un equipo en 16 mm, al cual adapta una grabadora de sonido, dos años antes de que se sonorizara el cine. Estudia física y química en la Universidad de Oxford, carreras que no ejerce pero que lo convierten en colaborador de los investigadores de Agfa, siendo uno de los pioneros de la fotografía a color. Explora en presentaciones públicas la sincronía de sonido con la imagen, con un sistema parecido al de Lee De Forest, creador del sonido óptico.[cita requerida]
A los 22 años termina como director de La princesa Turandot (1936), primer largometraje de su carrera. En contra del régimen nazi, decide abandonar Alemania y viaja a Los Ángeles, California, donde cumple un contrato con la Warner Bros. invitado por un amigo.[cita requerida]
Llega a México a los 24 años. En una cena conoce a Emilio Azcárraga Vidaurreta y a su socio, el productor Francisco de P. Cabrera, a quien asesora técnicamente en su producción La noche de los mayas, dirigida por Chano Urueta en 1939, cinta que adapta y posproduce.[cita requerida]
Nacionalizado mexicano en 1941 inicia una extensa carrera en el cine nacional y llega a dirigir más de 130 largometrajes que abarcan todos los géneros.[cita requerida]
En ese año escribe el guion de Ni sangre ni arena, dirigida por Alejandro Galindo, participa como asistente de Norman Foster y es guionista de Santa. Con Adán, Eva y el diablo (1944), debuta como director en México. Sus últimos trabajos (Nuestra ciudad, El candidote y Cosas de la patada) los realiza en video.[cita requerida]
En 1994 la Sociedad Mexicana de Directores le otorga la Medalla de Oro al Mérito como director por sus 50 años de trabajo.[cita requerida]
En el gremio cinematográfico, su opinión favorece la creación oficial de una cláusula para que la labor de tratamiento y adaptación de argumentos se considere como un renglón sindical.[cita requerida]
Por sus películas Muchachas de uniforme (1950), La rebelión de los colgados (1954), basada en la novela del alemán B. Traven; Talpa (1955), primera adaptación de un cuento de Juan Rulfo, y El gran autor (1953), recibe diversas distinciones en varios de los festivales en que son exhibidas.[cita requerida]

## Filmografía parcial
- Muchachas de uniforme (1950)
- Teresa (1961)
- Sol en llamas (1962)
- El juicio de los hijos (1971)